# Belmont (Maine)
Belmont è un comune degli Stati Uniti d'America, situato nello Stato del Maine, nella contea di Waldo.